# 6527 Takashiito
6527 Takashiito este un asteroid din centura principală, descoperit pe 31 octombrie 1992, de Akira Natori și Takeshi Urata.